# Sad but True
«Sad but True» (укр. Сумно, але правда) — пісня Metallica з The Black Album. У 1993 році відбувся реліз синглом. Останній сингл альбому.

## Список композицій
Сингл в США
1. «Sad but True»
2. «So What» (переспів Anti-Nowhere League[en])

Сингл у світі
1. «Sad but True»
2. «Nothing Else Matters»
3. «Creeping Death» (запис наживо)
4. «Sad but True» (демо версія)

## Учасники запису
- Джеймс Гетфілд — ритм-гітара, вокал
- Кірк Гемметт — соло-гітара
- Джейсон Ньюстед — бас-гітара, бек-вокал
- Ларс Ульріх — ударні